# Меллупс, Харий Артурович
Ха́рий Арту́рович Ме́ллупс (22 ноября 1927, Рига — 7 января 1950, аэропорт Кольцово, близ Свердловска) — советский спортсмен, боксёр, играл в хоккей с шайбой на позиции вратаря и в футбол на позиции нападающего.

## Биография
Начал заниматься боксом в 1941 году в команде рижского завода «Алдарис». В 1945—1948 годах играл за «Динамо» Рига, в 1949—1950 — за ВВС МВО. В чемпионате СССР провёл около 60 матчей, играл за сборные Латвийской ССР и Москвы.
Чемпион Латвийской ССР по боксу в легчайшем весе (1945).
В футболе выступал за Динамо (Рига) (1946—1948) и ВВС (1949 — три матче в группе I).
Погиб 7 января 1950 года в авиакатастрофе под Свердловском в составе хоккейной команды ВВС.